# Собеседование
Собеседование — встреча с потенциальным работодателем или его представителем при приеме на работу. Цель собеседования — познакомиться вживую, понять, насколько работодатель и соискатель подходят друг другу, а также обсудить детали сотрудничества. На собеседовании работодатель задаёт вопросы, касающиеся образования соискателя, его опыта, полученных навыков и знаний. Также возможны вопросы личного характера: цели, устремления в жизни, чего соискатель хочет добиться, какие у него планы.
В крупных компаниях часто проводят несколько уровней собеседования: с рекрутером, со службой безопасности, с психологом, с руководителем отдела, с высшим руководством.
При приеме на работу кандидату часто предлагают пройти тесты или схожие испытания. Тесты бывают как психологическими, так и профессиональными. В Трудовом кодексе РФ нет положений о порядке тестирования при приеме на работу, однако запрет на тестирование также отсутствует. Работник может отказаться от прохождения теста, но в такой ситуации его шансы быть принятым на работу существенно снижаются.
На некоторые позиции проводится стрессовое интервью.

## Структура собеседования
1. Установление контакта. Задача интервьюера — создать хорошее впечатление о компании, дать возможность соискателю расслабиться.
2. Краткий (5—20 мин) разговор о компании.
3. Непосредственно собеседование: кандидат отвечает на вопросы и выполняет ряд ситуационных задач.
4. Кандидату предоставляется возможность задать интервьюеру интересующие его вопросы.
5. PR вакансии (этот этап может отсутствовать, если кандидат не интересен компании).
6. Обсуждение алгоритма дальнейшего взаимодействия[3].

## Типы собеседования

### Ситуационное собеседование
Во время ситуационного собеседования или case-интервью соискателю предлагается рассказать, как он будет себя вести в предложенной интервьюером ситуации. В зависимости от целей предлагаемые ситуации можно разделить на несколько групп:
- Проверка конкретных навыков. Соискателю предлагают, в частности, озвучить алгоритм действий; принять участие в ролевой игре, продемонстрировав навыки, необходимые для работы на искомой позиции и проявляющиеся именно во время общения; выполнить письменное или техническое задание.
- Проверка стрессоустойчивости, гибкости, креативности.
- Проверка мотивации и ценностей соискателя[4].

### Биографическое
Аналог анкетирования, который затрагивает такие вопросы, как опыт работы, образование, хобби, семейные обстоятельства, планы.

### Собеседование, основанное накомпетенциях
Анализ и оценка профессионализма и личных качеств соискателя и их соответствия позиции. Рассматривается не только результат, но и способы его достижения. Такое собеседование дает возможность выявить и оценить, в частности, такие компетенции, как лидерство, коммуникативные навыки, инициативность, ориентация на результат, гибкость, умение работать в команде, умение принимать решения и т. п. Как правило, собеседование проводится группой интервьюеров из двух-трех человек. Решение принимается после обсуждения.

### Свободное собеседование
Собеседование в стиле «Расскажите о себе»: позволяет, помимо прочего, оценить навыки самопрезентации. Этот тип собеседования может занимать больше времени, чем его остальные вариации, при этом также требует хорошей подготовки интервьюера.

### Стрессовое собеседование
Данный тип собеседования отличается от обычного тем, что HR-менеджер намеренно пытается создать конфликт, провоцирует кандидата, чтобы посмотреть, как он поведет себя, оказавшись в стрессовой ситуации. Такое собеседование будет уместно и показательно, если для будущей работы нужен высокий уровень стрессоустойчивости. В ходе собеседования соискателя могут попросить быстро отвечать на вопросы, также ему могут задавать провокационные вопросы и т. п. Для проведения подобного собеседования требуется опытный интервьюер.

### Асинхронное собеседование
Асинхронное собеседование — это формат собеседования, при котором кандидат и работодатель не общаются в реальном времени. Вместо этого кандидат отвечает на вопросы заранее, записывая свои ответы на видео или аудио, а работодатель просматривает их позже.
Примеры асинхронного собеседования:
- Видеоинтервью. Кандидату отправляют список вопросов, и он записывает свои ответы на видео. Затем он отправляет эти видео работодателю.
- Аудиоинтервью. Похоже на видеоинтервью, но кандидат записывает только аудиоответы.
- Письменные ответы. Кандидат получает вопросы по электронной почте или через платформу для собеседований и отправляет свои письменные ответы.

Асинхронные собеседования стали особенно популярны в условиях пандемии COVID-19, когда многие компании перешли на удаленный формат работы. 
Обычно для такого типа собеседования нужны специальные платформы.